# Jesús María Zamora (Fußballspieler)
Jesús María Zamora Ansorena (* 1. Januar 1955 in San Sebastián) ist ein ehemaliger spanischer Fußballspieler.

## Spielerkarriere
Zamora spielte seine gesamte Karriere bei Real Sociedad San Sebastián. Der Baske kam 1974 zu Real Sociedad und blieb bis 1989. In dieser Zeit gewann er mit dem Verein zwei spanische Meisterschaften sowie jeweils einmal den spanischen Pokal und den spanischen Supercup. Beim ersten Meistertitel erzielte Zamora das entscheidende Tor in der letzten Runde zum Titel in Spanien. Er beendete seine Karriere 1989.
International spielte er 30 Mal für Spanien und erzielte drei Tore. Er nahm an der EM 1980 in Italien (Aus in der Gruppenphase) und an der WM 1982 im eigenen Land teil, wo die Spanier in der zweiten Gruppenphase ausschieden.

## Erfolge
- Spanischer Meister (2): 1980/81, 1981/82
- Spanischer Pokalsieger (1): 1987
- Spanischer Superpokalsieger (1): 1982